# THIS IS ENGLAND
『THIS IS ENGLAND』（ディス・イズ・イングランド、原題: This Is England）は、2006年のイギリス映画。

## ストーリー
1983年、マーガレット・サッチャー政権下のイギリス。フォークランド紛争で父親を亡くした10歳のショーンはロンドン郊外で母親と二人で暮らしている。学校でファッションをダサいとからかわれ、喧嘩をして校長から叱責される。
帰路、スキンヘッドのグループがたむろしているところを通りかかると、リーダー格のウディが話を聞いてくれる。ショーンは彼らと親しくなり、母親にスリムのジーンズを買ってもらい、ウディの彼女・ロルに頭を剃ってもらい、シャツとサスペンダーをプレゼントされ、スキンヘッズの仲間となる。
しかし、かつてのリーダーだったコンボが刑務所から戻る。コンボはイングランドの退廃の原因は移民のせいだと主張し、ショーンたち何人かを仲間にいれ、右翼活動家としてイギリス国民戦線に加入し、パキスタン人たちを恐喝する。ウディやロルはコンボから離れていく。だが、コンボは刑務所に入る前の自分の体験を元にして、致命的な事件をおこす。

## キャスト
- ショーン: トーマス・ターグーズ
- コンボ: スティーヴン・グレアム
- ミルキー: アンドリュー・シム
- ロル: ヴィッキー・マクルア
- ウディー: ジョー・ギルガン
- スメル: ロザムンド・ハンソン
- ガジェット: アンドリュー・エリス
- ピューキー: ジャック・オコンネル
- ケス: キアラン・ハードキャッスル
- ケリー: シャネル・クレスウェル
- ポブ: ソフィー・エラビー
- トレブ: ダニエル・ワトソン
- ジョー・ハートリー
- ペリー・ベンソン
- ジョージ・ニュートン
- フランク・ハーパー
- ハンナ・ウォルターズ

## 受賞とノミネート
| 年   | 賞・映画祭                   | 部門                         | 対象者                                | 結果       |
| ---- | ---------------------------- | ---------------------------- | ------------------------------------- | ---------- |
| 2006 | 英国インディペンデント映画賞 | 英国インディペンデント映画賞 |                                       | 受賞       |
| 2006 | 英国インディペンデント映画賞 | ニューカマー賞               | シェーン・メドウス                    | 受賞       |
| 2006 | 英国インディペンデント映画賞 | 監督賞                       | シェーン・メドウス                    | ノミネート |
| 2006 | 英国インディペンデント映画賞 | 脚本賞                       | シェーン・メドウス                    | ノミネート |
| 2006 | 英国インディペンデント映画賞 | 助演俳優賞                   | ジョー・ギルガン                      | ノミネート |
| 2006 | 英国インディペンデント映画賞 | 助演俳優賞                   | スティーヴン・グレアム                | ノミネート |
| 2006 | 英国インディペンデント映画賞 | 技術貢献賞                   | ルドヴィコ・エイナウディ（音楽）      | ノミネート |
| 2007 | 英国アカデミー賞             | 英国作品賞                   | シェーン・メドウズ マーク・ハーバード | 受賞       |
| 2007 | 英国アカデミー賞             | オリジナル脚本賞             | シェーン・メドウス                    | ノミネート |

＝＝TVシリーズ==
以下のTVシリーズがイギリスのチャンネル4で放送され、日本ではDVDが発売された。映画版の監督・脚本のシェーン・メドウスは、メインの監督・脚本家として関わっている。
- This Is England '86 – 2010　4エピソード
- This Is England '88 – 2011　3エピソード
- This Is England '90 – 2015  4エピソード